# Команданте Ферраз (антарктична станція)
Команданте Ферраз (порт. Estação Antártica Comandante Ferraz) — бразильська науково-дослідна станція в Антарктиці, заснована у 1984 році. Розташована на о. Кінг-Джордж Південних Шетландських островів, поблизу Антарктичного півострова, за 130 км від узбережжя Південної Америки. Населення становить 100 осіб.

## Історія
Станція була названа на честь командувача ВМС Луїса Антоніо де Карвальо Ферраза, гідрографа та океанографа, який двічі відвідав Антарктиду на британських кораблях. Він зіграв важливу роль у тому, щоб переконати уряд своєї країни розробити антарктичну програму. Раптово помер у 1982 році, представляючи Бразилію на океанографічній конференції в Галіфаксі.
Станція була побудована на місці старої британської «Бази G». Вивітрені дерев’яні конструкції старої бази різко контрастували з яскраво-зеленими та оранжевими металевими конструкціями бразильської станції, яка була вперше встановлена 6 лютого 1984 року. Над місцем бази є невелике кладовище з п’ятьма хрестами: три з них є могилами персоналу Британської антарктичної служби (BAS); четвертий вшановує пам’ять керівника бази BAS, загиблого в морі, а п’ятий хрест є могилою бразильського сержанта-радиста, який помер від серцевого нападу в 1990 році.